# Manfred Sommer (MfS-Mitarbeiter)
Manfred Sommer (* 10. August 1932 in Dresden; † 24. Mai 2011) war ein deutscher Geheimdienstler des Ministeriums für Staatssicherheit (MfS) und Leiter des Zentralen Operativstabs des MfS.

## Leben
Sommer wurde 1932 als Sohn eines Kaufmanns und einer Verkäuferin in Dresden geboren. Nach der Volksschule erlernte er ab 1947 den Beruf des Buchdruckers. 1952 trat Sommer der SED bei. Im selben Jahr fand er eine Anstellung in der Kreisdienststelle Großenhain des MfS. 1953/54 besuchte Sommer einen Einjahreslehrgang an der geheimen Hochschule des Ministeriums für Staatssicherheit in Potsdam-Eiche und wurde anschließend zur Hauptabteilung (HA) V (Staatsapparat, Kultur, Kirchen, Untergrund) des MfS nach Berlin versetzt. Dort leitete er das Referat V/5/1. Zwischen 1960 und 1961 besuchte er die Bezirksparteischule in Cottbus. 1970 wurde Sommer zum Zentralen Operativstab (ZOS) versetzt, dessen stellvertretende Leitung er als Oberst ab 1980 übernahm. 1985 ernannte man ihn zum Leiter des ZOS. Infolge der Wende und friedlichen Revolution in der DDR und der Auflösung des MfS wurde Sommer im Januar 1990 entlassen. Gegen ihn eingeleitete Ermittlungen im Entführungsfall Erwin Neumann wurden eingestellt, da eine Tatbeteiligung nicht nachgewiesen werden konnte.